# Beechcraft Baron
Beechcraft Baron je lahko dvomotorno propelersko športno letalo ameriškega proizvajalca Beechcraft. Velja za najbolj proizvajano dvomotorno batno letalo tipa tricikel. Razvit je bil na podlagi Travel Air. Poganja ga dva 6-valjna bencinska protibatna motorja Continental. Letalo je v proizvodnji od leta 1961 naprej. Potovalna hitrost je okrog 350 km/h. Obstaja tudi verzija s presurizirano potniško kabino.
Letalo ima porabo goriva okoli 28 gal/h (105 L/h) in tipično potovalno hitrost 185 vozlov.
Tri glavne različice družine Baron:
- Model 55 Baron BE55 (1961–1983) širi-šest sed 260-285 konjev vsak motor
- Model 56 Baron BE56 (1967–1971) štiri-šest sed 380 konjev vsak motor
- Model 58 Baron BE58 (1969 – danes; raztegnjeni model 55) štiri-šest sed 285-325 konjev vsak motor

## Specifikacije (B55)
Podatki iz Jane's All The World's Aircraft 1976-77
Splošne karakteristike
- Posadka: 1
- Število sedežev: 5
- Dolžina: 28 ft 0 in (8,53 m)
- Razpon kril: 37 ft 10 in (11,53 m)
- Višina: 9 ft 7 in (2,92 m)
- Širina kabine: 42 in (1,07 m)
- Višina kabine: 50 in (1,27 m)
- Površina kril: 199,2 ft² (18,50 m²)
- Aeroprofil: NACA 23016.5 v korenu, NACA 23010.5 na koncu krila
- Teža praznega letala: 3156 lb (1431 kg)
- Maks. vzletna teža: 5100 lb (2313 kg)
- Pogon letala: 2 ×  6-valjni zračnohlajeni bencinski protibatni motor Continental IO-470-L, 260 KM (194 kW)  vsak

 Zmogljivost 
- Maks. hitrost: 205 vozlov (380 km/h, 236 mph) na nivoju morja
- Potovalna hitrost: 180 vozlov (333 km/h, 207 mph) 55% moč na 12000 ft (3660 m)
- Hitrost porušitve vzgona: 73 vozlov (135,5 km/h, 84 mph) IAS, s spuščenim podvozjem in flapi
- Doseg: 942 [nmi (1746 km, 1085 milj) 65% moč na 10500 ft (3200 m), 45 min rezerva
- Višina leta: 19700 ft (6000 m)
- Hitrost vzpenjanja: 1670 ft/min (8,5 m/s)